# Abigail Adamsová
Abigail Adamsová, celým jménem Abigail Smith Adams, (11. listopadu 1744, Weymouth, Massachusetts – 28. října 1818, Quincy, Massachusetts) byla manželka druhého amerického prezidenta Johna Adamse a první dáma USA od 4. března 1797 do 4. března 1801. Jedna ze dvou žen, které byly jak manželkou, tak matkou amerického prezidenta.
Abigail Adamová je jednou z nejvíce dokumentovaných prvních dam. Je to pravděpodobně díky dopisům, které psala svému manželovi, Johnu Adamsovi, zatímco on zůstával ve Filadelfii během kontinentálních kongresů. John často žádal v dopisech Abigail o pomoc a v dopisech s ní vedl mnoho intelektuálních diskusí o vládě i politice, což poukazuje i na vzdělanost a inteligenci Abigail.

## Životopis
Narodila se jako druhá dcera reverenda Williama Smitha a Elisabeth Quincy Smithové. Quinceyovi byla stará a vážená rodina, Elizabeth, Abigailina matka, měla sestřenici Dorothy, což byla manželka Johna Hancocka. Abigail jako dívka nesměla získat formálně vzdělání, vědomosti nabyla intenzivním samostudiem a debatami v rodinném kruhu. Seznámila se s advokátem Johnem Adamsem, matka nejprve byla proti tomuto vztahu, neboť Adams nepocházel z dostatečně vznešené rodiny. 25. října 1764 je sezdal její otec, reverend William Smith. Abigail se s manželem přestěhovala na jeho zděděnou farmu v Braintree. Adams byl kvůli svému povolání nucen cestovat, a proto se o farmu starala převážně Abigail. Měli spolu pět, resp. šest dětí (viz níže).
Abigail Adamsová se snažila bojovat za práva žen, černochů a za zrušení otrokářství. V roce 1785 se s manželem odstěhovala do Spojeného království, kde její choť působil jako velvyslanec. Po návratu byl v roce 1789 zvolen viceprezidentem a proto se rodina opět stěhovala, tentokráte do Filadelfie. Abigail Adamsová měla křehké zdraví, často trpěla různě těžkými nemocemi. V roce 1792 bylo město Braintree přejmenováno na počest rodiny na Quincy.
V roce 1796 se její muž stal druhým prezidentem Spojených států a ona nabyla funkce první dámy země. Od roku 1800 přebývali v prezidentském době ve Washingtonu. V roce 1801 federalista John Adams prohrál prezidentské volby se svým viceprezidentem Thomasem Jeffersonem a manželé se proto vrátili do Quincey.
Abigail Adamsová zemřela 28. října 1818 na tyfus[nepřesný odkaz], pouhé dva týdny před svými 74. narozeninami. Je pohřbena vedle svého manžela v Quincy.

## Děti
Abigail porodila za celý svůj život celkem šest dětí, přičemž až na Susann, která zemřela ve dvou letech, a Elizabeth, která se již mrtvá narodila, byly všechny její děti zdravé a dožily se dospělosti.
- Abigail „Nabby“ (1765–1813)
- John Quincy Adams (1767–1848)
- Susann „Suki" (1768–1770)
- Charles (1770–1800)
- Thomas (1772–1832)
- Elizabeth (*/† 1777)